# Deutsche Skeleton-Meisterschaft 2005
Die 39. Deutsche Skeleton-Meisterschaft 2005 wurde am 8. Januar 2005 auf der Rennschlitten- und Bobbahn Altenberg ausgetragen. Es gab jeweils eine Veranstaltung für Damen und für Herren. Beide wurden in zwei Läufen ausgetragen.

## Männer
| Platz | Sportler            | Verein            | Zeit    |
| ----- | ------------------- | ----------------- | ------- |
| 1     | Matthias Biedermann | SSV Altenberg     | 1:56,41 |
| 2     | Frank Kleber        | BSC München       | +0,74   |
| 3     | Florian Grassl      | WSV Königssee     | +0,78   |
| 4     | Mirsad Halilovic    | RC Berchtesgaden  | +0,86   |
| 5     | Sebastian Haupt     | RSG Hochsauerland | +1,39   |
| 6     | David Ludwig        | BSR Oberhof       | +3,33   |
| 7     | Wolfram Lösch       | RC Ilmenau        | +3,40   |
| 8     | David Lingmann      | BSR Oberhof       | +5,04   |
| 9     | Markus Hentzschel   | SSV Altenberg     | +5,72   |
| 10    | Michael Weber       | BSC München       | +6,64   |

Am Start waren insgesamt 16 Teilnehmer. Die vorderen Platzierung wurden erwartungsgemäß von den Nationalkaderathleten belegt. Matthias Biedermann wurde zum ersten Mal Deutscher Meister. Er profitierte dabei von einem besonders guten ersten Lauf. Das Leistungsgefälle zwischen den Nationalkaderathleten und den restlichen Teilnehmern war beträchtlich.

## Frauen
| Platz | Sportler          | Verein            | Zeit    |
| ----- | ----------------- | ----------------- | ------- |
| 1     | Diana Sartor      | SSV Altenberg     | 1:59,46 |
| 2     | Kerstin Jürgens   | RSG Hochsauerland | +1,04   |
| 3     | Monique Riekewald | BSR Oberhof       | +1,06   |
| 4     | Sylvia Liebscher  | SSV Altenberg     | +1,50   |
| 5     | Marion Trott      | BSR Oberhof       | +1,60   |
| 6     | Kati Klinzing     | BSR Oberhof       | +2,17   |
| 7     | Julia Eichhorn    | BSR Oberhof       | +2,29   |
| 8     | Kathleen Lorenz   | BSR Oberhof       | +2,90   |
| 9     | Melanie Riedl     | RC Berchtesgaden  | +3,11   |
| 10    | Rachel Baumgarten | BSR Oberhof       | +5,17   |

Am Start waren insgesamt 14 Teilnehmerinnen. Überlegene Meisterin wurde zum dritten und letzten Mal Diana Sartor. In beiden Läufen erreichte sie Laufbestzeit. Das Leistungsgefälle zwischen den Nationalkaderathleten und den restlichen Teilnehmerinnen war beträchtlich.